# Ungarische Eishockeyliga 1969/70
Die Saison 1969/70 war die 33. Spielzeit der ungarischen Eishockeyliga, der höchsten ungarischen Eishockeyspielklasse. Meister wurde zum insgesamt siebten Mal in der Vereinsgeschichte Újpesti Dózsa SC.

## Modus
In der Hauptrunde absolvierte jede der sechs Mannschaften insgesamt 30 Spiele. Der Erstplatzierte der Hauptrunde wurde Meister. Für einen Sieg erhielt jede Mannschaft zwei Punkte, bei einem Unentschieden gab es einen Punkt und bei einer Niederlage null Punkte.

## Hauptrunde

### Tabelle
|    | Klub                  | Sp | S  | U | N  | Tore    | Punkte |
| -- | --------------------- | -- | -- | - | -- | ------- | ------ |
| 1. | Újpesti Dózsa SC      | 30 | 26 | 0 | 4  | 197:75  | 52     |
| 2. | Ferencvárosi TC       | 30 | 24 | 1 | 5  | 220:82  | 49     |
| 3. | Budapesti Vasutas SC  | 30 | 17 | 3 | 10 | 181:80  | 37     |
| 4. | Előre Budapest        | 30 | 11 | 2 | 17 | 109:156 | 24     |
| 5. | Építõk Budapest       | 30 | 8  | 0 | 22 | 67:163  | 16     |
| 6. | Vörös Meteor Budapest | 30 | 1  | 0 | 29 | 51:269  | 2      |

Sp = Spiele, S = Siege, U = unentschieden, N = Niederlagen, OTS = Overtime-Siege, OTN = Overtime-Niederlage, SOS = Penalty-Siege, SON = Penalty-Niederlage